# Баррет, Стивен
Стивен Джоэл Баррет (англ. Stephen Joel Barrett; род. 1933, Нью-Йорк, Нью-Йорк) — американский психиатр, автор, сооснователь, вице-президент и член правления Национального совета против мошенничества в сфере здравоохранения, а также веб-мастер интернет-сайта Quackwatch. Также он создал множество других интернет-сайтов о шарлатанстве и о мошенничестве в сфере здравоохранения. Он уделяет большое внимание защите прав потребителей, медицинской этике, и научному скептицизму.

## Биография
В 1957 году Баррет закончил Колумбийский университет-колледж врачей и хирургов, затем окончил клиническую ординатуру в отделении психиатрии в 1961 году. В 1967 и 1968 годах он прошёл часть заочного обучения по американскому праву и процессу в чикагском университете La Salle Extension University. Он работал практикующим врачом до выхода на пенсию в 1993 году, при этом его медицинская лицензия была в списке «активных пенсионеров» на хорошем счету: «Никаких дисциплинарных взысканий не было применено по этой лицензии». Баррет довольно долгое время жил в Аллентауне, а последние годы живёт в Чапел-Хилле. Он является научным советником американского Совета по Науке и Здоровью, и членом Комитета скептического исследования. С 1987 по 1989 год он преподавал санитарное просвещение в университете штата Пенсильвания.
Баррет также является литературным редактором Библиотеки Потребителя Медицинских Услуг издательства Prometheus Books, был участник рецензирования как минимум двух медицинских журналов.
Он также входил в состав редколлегии Medscape и медицинского журнала «Научное обозрение альтернативной медицины». На своём веб-сайте он утверждает, что он написал более 2000 статей и представил более 300 докладов в колледжах, университетах, медицинских школах и профессиональных встречах, и что его деятельность освещалась в серии телепередач Dateline и Today Show телеканала NBC, Доброе утро, Америка и Primetime телеканала ABC, в Шоу Фила Донахью, CNN, National Public Radio и более 200 других радио- и телешоу и интервью.
Баррет получил известность и ряд наград за свою работу по защите потребителей от шарлатанства. Его интернет-сайт Quackwatch в мае 2003 года получил награду от MD NetGuide в номинации Лучший интернет-сайт, созданный врачом. В 1984 году он получил награду от комиссара FDA за общественную деятельность в сфере борьбы с шарлатанством в области питания. Он был включён в список выдающихся скептиков XX века журнала Skeptical Inquirer. В 1986 году он был удостоен почётного членства в Американской диетической ассоциации. Биография Баррета была опубликована в фурналах Biography Magazine (1998) и Time (2001).
Журнал Spiked включил Баррета в список из 134 «ключевых мыслителей в науке, технологии и медицине». Когда его спросили: «Что Вас вдохновило заняться наукой?», он ответил так:
 Вероятно, это началось когда я в колледже прошёл курс медицинской статистики, и узнал, в чём разница между научной мыслью и плохим рассуждением. Медицинская школа дала мне быстрые и удивительные успехи, достигнутые в понимании и лечении болезней. Моя антишарлатанская деятельность активизировала мой интерес к тому, чем наука отличается от псевдонауки, шарлатанства и мошенничества.

## Информирование потребителей
Сайт Quackwatch — это основная платформа Баррета для описания и разоблачения того, что он и другие участники проекта считают шарлатанством и мошенничеством в сфере здравоохранения. Этот веб-сайт является частью Quackwatch, Inc, некоммерческой организации, основанной Барретом, которая ставит своей целью «борьбу с мошенничеством в сфере здравоохранения, с мифами, фантазиями, заблуждениями и должностными преступлениями». Труды Баррета, публикуемые на сайте, дополняют более 150 научных и технических специалистов-добровольцев, в результате чего эти работы включают в себя большое количество ссылок на опубликованные научные статьи. Баррет определяет шарлатанство, как «всё, что связано с навязчивой рекламой в сфере здравоохранения», а мошенничеством он называет «только ситуаций, в которых выявлен сознательный обман». Баррет стал «громоотводом» в этом споре, в результате своей критики альтернативных медицинских теорий и практик. Баррет сказал, что он не критикует традиционную медицину, потому что это было бы «выходом за [его] рамки». Он заявил, что он не уделяет время некоторые вещам, и написал на своём сайте, что «Шарлатанство и мошенничество не состоят в соперничестве с точки зрения закона и не являются сбалансированными явлениями. Я не верю, что полезно писать 'сбалансированные' статьи о несбалансированных вещах.» Баррет активно критикует хиропрактику и гомеопатию.
Барретт является активным сторонником организации Health On the Net Foundation и прилагает усилия для того, чтобы ему удовлетворять требованиям правил этой организации и разоблачает тех, кто выступает с нападками на эту организацию. Его взгляды на эту тему широко освещались в Washington Post, в том числе и его критика тех людей, кто наезжал на Health On the Net Foundation.
Некоторые источники, которые упоминают Quackwatch Стивена Баррета в качестве полезного источника информации для потребителей включают дайджесты сайтов, правительственные учреждения, различных журналы, в том числе статья в журнале The Lancet и некоторые библиотеки.

## Критика
Ряд специалистов-практиков и сторонников альтернативной медицины противостоят Баррету и Quackwatch из-за их критики альтернативной медицины. Донна Лэдд (англ. Donna Ladd), журналистка еженедельника The Village Voice, говорит, что Баррет полагается больше на отрицательное исследования для того, чтобы критиковать альтернативную медицину, отвергая большинство положительных тематических исследований как ненадежные из-за методологических недостатков. Также она пишет, что Барретт утверждает, что большинство альтернативных методов лечения вообще не следует рассматривать без каких-либо исследований. «Много вещей не нужно проверять потому что это просто не имеет никакого смысла», говорит он, указывая на гомеопатию, хиропрактику и акупунктуру в качестве примеров альтернативных методов лечения, не имеющих никакого правдоподобного механизма воздействия.

## Прочая деятельность
Барретт также выступал в соревнованиях по плаванию, на которых он занимал первые, вторые и третьи места на различных соревнованиях. В апреле 2012 года на национальных соревнованиях США Masters Swimming Spring Nationals в Гринсборо он получил пять медалей, в том числе два золота для мужчин в возрастной группе 75-79 лет. Он финишировал седьмым в мужском заплыве брассом на 50 и 100 ярдов, третье место в смешанном заплыве на 200 ярдов вольным стилем, и первое место в мужском заплыве на 200 ярдов вольным стилем и на 200 ярдов комплексным плаванием.

## Избранные публикации
Неполный список статей, где Баррет был одним из авторов или где цитировались работы его авторства:
- В 1985 году Барретт написал статью «Коммерческий анализ волос. Наук или афера?» (англ. Commercial hair analysis. Science or scam?) в журнале Американской медицинской ассоциации, в которой разоблачил коммерческие лаборатории, осуществляющие мультиминеральный анализ волос[англ.].
- «A Close Look at Therapeutic Touch» (Пристальный взгляд на бесконтактный массаж), Rosa L, Rosa E, Sarner L, Barrett SJ. (April 1, 1998). JAMA, Vol. 279, No. 13, pp 1005–1010.

Неполный список книг его (со)авторства и под его редакцией:
- Consumer Health: A Guide to Intelligent Decisions (Здоровье потребителя: Руководство по разумным решениям), Barrett S, London WM, Kroger M, Hall H, Baretz R (2013). (textbook, 9th ed.) McGraw-Hill, ISBN 978-0078028489
- Dubious Cancer Treatment (Сомнительное лечение рака), Barrett SJ & Cassileth BR, editors (2001). Florida Division of the American Cancer Society
- The Health Robbers: A Close Look at Quackery in America (Грабители здоровья: Пристальный взгляд на шарлатанство в Америке), Barrett SJ, Jarvis WT, eds. (1993). Prometheus Books, ISBN 0-87975-855-4
- Health Schemes, Scams, and Frauds (Схемы, аферы и мошенничества в здравоохранении), Barrett SJ (1991). Consumer Reports Books, ISBN 0-89043-330-5
- Reader’s Guide to Alternative Health Methods (Руководство читателя по альтернативным методам здравоохранения), Zwicky JF, Hafner AW, Barrett S, Jarvis WT (1993). American Medical Association, ISBN 0-89970-525-1
- The Vitamin Pushers: How the «Health Food» Industry Is Selling America a Bill of Goods, Barrett SJ, Herbert V (1991). Prometheus Books, ISBN 0-87975-909-7
- Vitamins and Minerals: Help or Harm? (Витамины и минералы: Помощь или вред?), Marshall CW (1983). Lippincott Williams & Wilkins ISBN 0-397-53060-9 (под редакцией Баррета книга выиграла приз Американской ассоциации медицинских писателей[англ.] как лучшая научно-популярная книга 1983 года, переиздана Consumer Reports Books).

Сборники статей:
- * Paranormal Claims: A Critical Analysis (Заявления о паранормальном: Критический анализ), 2007, edited by Bryan Farha, University Press of America, ISBN 978-0-7618-3772-5. 3 из 18 глав написаны Барретом.